# エロスター
エロスター(elostar)とはスイスのセキュリティメーカーであるカバ社が販売するICチップによる認証と従来のシリンダ錠を組み合わせたハイブリッド鍵 である。
ICチップには固有のIDが記録されており、無理に外そうとすると破損する。シリンダが一致してもIDが一致しなければ鍵は解除できない。